# Юлбашево
Юлба́шево (рос. Юлбашево, башк. Юлбаш) — присілок у складі Кугарчинського району Башкортостану, Росія. Входить до складу Ялчинської сільської ради.
Населення — 35 осіб (2010; 32 в 2002).
Національний склад:
- башкири — 65%